# 북동아프리카두더지쥐
북동아프리카두더지쥐(Tachyoryctes splendens)는 소경쥐과에 속하는 설치류의 일종이다. 에티오피아와 소말리아 그리고 동아프리카와 중앙아프리카 일부 지역에서 발견된다. 자연 서식지는 아열대 또는 열대 기후 지역의 습윤 산지 숲과 건조 사바나 지역, 고지대 관목 지대, 초원이다. 땅 아래에서 독거 생활을 하며, 1년에 두 번, 우기철에 적은 수의 새끼를 낳는다.

## 분포 및 서식지
북동아프리카두더지쥐는 동아프리카와 중앙아프리카 동부 지역의 토착종이다. 분포 지역은 콩고민주공화국과 부룬디, 르완다, 에티오피아, 소말리아, 케냐, 우간다 그리고 탄자니아가 포함된다. 에티오피아의 해발 3300m 이하 그리고 분포 지역의 다른 지역에서 해발 3000m 이하에서 발견된다. 적응성을 가진 종으로 사바나 지역과 습윤 열대 숲, 농경지, 목초지, 커피 농장과 정원 등 다양한 서식지에서 살 수 있다.

## 습성
북동아프리카두더지쥐는 굴을 파는 종으로 그물같은 지하 굴 속에서 독거 생활을 한다. 암컷 두더지쥐는 약 120일 후에 성적을 성숙해지며, 연속되는 임신 사이의 간격은 약 173일이다. 한 번에 평균 약 2마리의 새끼를 낳는다. 새끼가 태어나는 시기는 4월부터 7월까지, 그리고 11월부터 12월까지 사이의 우기철 중간에 동기화된다. 북동아프리카두더지쥐가 사는 지역은 침수가 되기도 한다. 실험에 의하면, 침수가 되면 북동아프리카두더지쥐는 2분 또는 그 이상 헤엄을 칠 수 있으며, 땅 위로 나와 분당 7m의 속도로 최대 80m까지 이동하고 새로운 굴을 판다. 연구자들은 홍수가 두더지쥐를 새로운 지역으로 흩어지도록 만들며, 젖은 땅은 새로운 굴을 쉽게 팔 수 있도록 해 준다고 추측하고 있다.

## 보전 상태
북동아프리카두더지쥐는 분포 지역의 대부분 지역에 걸쳐 흔하며, 개체수는 안정적으로 보인다. 어떤 주요 위협 요인도 없기 때문에 국제 자연 보전 연맹(IUCN)이 IUCN 적색 목록에서 "관심대상종"으로 지정하고 있다.